# 지급불능
지급불능(영어: Insolvency)은 자연인 혹은 기업 채무자가 만기일에 채무를 갚을 수 없는 상태를 가리킨다. 지급할 수 없는 사유에 따라 '기술적 지급불능'과 '실질적 지급불능' 두 가지로 나뉜다.
기술적 지급불능(영어: Cash-flow insolvency)은 자연인이나 기업이 채무를 상환할 자산을 소유하나 지급수단이 없는 상태를 말한다. 예를 들어 자연인이 가치가 큰 부동산이나 자동차를 소유하나, 이를 채무를 상환할 수 있는 형태로 전환할 유동성이 없는 상황을 말한다. 이 경우 자동차가 판매될 때까지 채권자가 대기하는 것과 같은 협상을 통해 해결할 수 있다.
실질적 지급불능(영어: Balance-sheet insolvency)은 자연인이나 기업이 진 부채가 자산을 초과한 상태를 말한다.

## 참고 문헌
- Mańko, Rafał. “Cross-border insolvency law in the EU” (PDF). 《Library Briefing》. Library of the European Parliament. 2013년 2월 21일에 확인함.